# Новий Барцик
Новий Барцик (пол. Nowy Barcik) — село в Польщі, у гміні Санники Ґостинінського повіту Мазовецького воєводства.
У 1975-1998 роках село належало до Плоцького воєводства.